# Österreichische Judo-Damen-Mannschaftsmeisterschaft 2011
Die Österreichische Judo-Damen-Mannschaftsmeisterschaft 2011 ermittelte zum 31. Mal den Österreichischen Mannschaftsmeisters im Judo. Sie wurde vom Österreichischen Judoverband ausgetragen. Sieger war zum 6. Mal der Vereinsgeschichte der Samurai Wien.

## Tabelle
| Position | Mannschaft        | # | Ort               | Quelle |
| -------- | ----------------- | - | ----------------- | ------ |
| 1        | Samurai Wien      | 4 | Leopoldstadt      | [ 2 ]  |
| 2        | UJZ Mühlviertel   |   | Niederwaldkirchen | [ 3 ]  |
| 3        | Sandokan Galaxy   |   | Perchtoldsdorf    | [ 3 ]  |
| 4        | SV Gallneukirchen |   | Gallneukirchen    | [ 4 ]  |
| 5        | JU Pinzgau        |   | Rauris            | [ 4 ]  |

Stand: 2025-02-16

## Begegnungen
| Ort  | Mannschaft 1      | Mannschaft 2    | Siege 1 | Siege 2 | Quelle |
| ---- | ----------------- | --------------- | ------- | ------- | ------ |
| Wien | SV Gallneukirchen | JU Pinzgau      |         |         | [ 4 ]  |
| Wien | Samurai Wien      | UJZ Mühlviertel | 3       | 2       | [ 3 ]  |